# Nowe Miasto Lubawskie (stacja kolejowa)
Nowe Miasto Lubawskie – nieczynna stacja kolejowa w Nowym Mieście Lubawskim, w województwie warmińsko-mazurskim, w Polsce.